# Thomas E. Mallouk
Thomas Edward Mallouk (* 19. April 1954 in New York City) ist ein US-amerikanischer Chemiker und Materialwissenschaftler.

## Leben und Wirken
Mallouk erwarb 1977 an der Brown University einen Bachelor und promovierte 1983 bei Neil Bartlett mit dem Thema Reversible intercalation of graphite by fluorine and related synthetic and thermodynamic studies an der University of California, Berkeley. Als Postdoktorand arbeitete er ab 1983 bei Mark S. Wrighton am Massachusetts Institute of Technology (MIT), bevor er 1985 in den Lehrkörper der University of Texas at Austin aufgenommen wurde. 1988 wurde er Forschungsstipendiat der Alfred P. Sloan Foundation (Sloan Research Fellow). 1993 wechselte er an die Pennsylvania State University, wo er die Evan-Pugh-Professur für Chemie, Biochemie und Molekularbiologie, Physik sowie Ingenieurwissenschaften und Mechanik innehatte. Er fungierte als Direktor des Center for Nanoscale Science und später als Leiter der Chemieabteilung. Mallouk wechselte 2019 an die University of Pennsylvania, wo er heute Vagelos-Professor für Energieforschung und Vorsitzender der Fakultät für Chemie ist.
Mallouk ist vor allem für seine Arbeiten zur anorganischen Selbstassemblierung und zur Chemie poröser, und lamellärer Materialien und von Nanomaterialien. Er befasst sich mit der Anwendung anorganischer Materialien auf den Gebieten der Festkörperchemie, Oberflächenchemie, Photochemie, Nanoelektronik, Katalyse und Elektrokatalyse, chemischen Sensoren, der Supraleitung und Umweltsanierung. Mallouk war von 1996 bis 2020 einer der Herausgeber des Journal of the American Chemical Society.
2006 wurde Mallouk mit dem Priestley Teaching Award ausgezeichnet, 2007 mit dem Schreyer Honors College Teaching Award und 2008 mit dem ACS Award in the Chemistry of Materials der American Chemical Society. 2009 wurde er zum Mitglied der American Academy of Arts and Sciences gewählt, 2015 zu dem der National Academy of Sciences. 2011 war er Neil Bartlett Memorial Lecturer der University of California, Berkeley.
Um das Problem der Umweltverschmutzung zu lösen, entwickelte Mallouk eine einfache Methode zur Abgabe von Eisen-Nanopartikeln durch den Boden, die heute häufig zur Beseitigung toxischer Verbindungen im Untergrund eingesetzt wird. Mallouks Arbeit Ende der 1990er Jahre führte zu verbesserten Elektrokatalysatoren, die heute in Elektrolyseuren und Brennstoffzellen eingesetzt werden.
Seine Gruppe entwickelte die elektrochemische Synthese von Nanodraht-Supraleitern, elektronischen Geräten, Sensoren und Solarzellen. Dies führte zusammen mit seinem Penn State-Kollegen Ayusman Sen zur Entdeckung katalytischer Nanomotoren im Jahr 2004 und eröffnete damit das neue Feld der Mikrorobotik. Er war auch ein Pionier der künstlichen Photosynthese und schuf 2009 das erste molekulare System zur Wasserspaltung mit sichtbarem Licht.
Mallouk hat (Stand Januar 2025) einen h-Index von 148.

## Veröffentlichungen (Auswahl)
- S. Nishioka, K. Hojo, L. Xiao, T. Gao, Y. Miseki, S. Yasuda, T. Yokoi, K. Sayama, T. E. Mallouk, and K. Maeda, Surface-Modified, Dye-Sensitized Niobate Nanosheets Enabling an Efficient Solar-Driven Z-Scheme for Overall Water Splitting, Science Advances 8 (31), eadc9115 (2022).
- N. I. Kovtyukhova, Y. Wang, A. Berkdemir, R. Cruz-Silva, M. Terrones, V. H. Crespi and T. E. Mallouk, Non-oxidative intercalation and exfoliation of graphite by Bronsted acids, Nature Chemistry, 6, 957-963 (2014).
- G. Mino, T. E. Mallouk, T. Darnige, M. Hoyos, J. Dauchet, J. Dunstan, R. Soto, Y. Wang, A. Rousselet, and E. Clement: Enhanced diffusion due to active swimmers at a solid surface. Phys. Rev. Lett., 106, 048102/1-4 (2011).
- J. Wang, M. Tian, N. Samarth, J. Jain, T. E. Mallouk, and M. Chan: Interplay between superconductivity and ferromagnetism in crystalline nanowires. Nature Physics, 6, 389-394 (2010).
- W. J. Youngblood, S.-H. A. Lee, K. Maeda, and T. E. Mallouk: Visible light water splitting using dye-sensitized oxide semiconductors. Acc. Chem. Res. 42, 1966–1972 (2009).
- T. E. Mallouk and A. Sen: Powering nanorobots. Scientific American, May 2009, 72-77.
- B. Schrick, B. W. Hydutsky, J. L. Blough, and T. E. Mallouk, Delivery Vehicles for Zero-valent Metal Nanoparticles in Soil and Groundwater, Chemistry of Materials 16, 2187-2193 (2004).